# Râul Cremeneț
Râul Cremeneț (sau Râul Cremene) este un curs de apă, afluent al râului Șușița. 